# Transtorno alimentar
A disfunção alimentar ou transtorno alimentar (TA) é um transtorno mental que se define por padrões de comportamento alimentares desviantes que afetam negativamente a saúde física ou mental do indivíduo. São considerados como patologias e descritos detalhadamente pelo CID 10, DSM IV e pela OMS. Incluem transtorno de compulsão alimentar periódica em que as pessoas ingerem uma grande quantidade de alimentos num curto período de tempo; anorexia nervosa, em que as pessoas comem muito pouco e, portanto, têm um baixo peso corporal; bulimia nervosa, em que as pessoas comem muito e, em seguida, tentam livrar-se da comida; pica, em que as pessoas comem produtos não-alimentares; transtorno de ruminação, em que as pessoas regurgitam o alimento; transtorno alimentar restritivo evitativo em que as pessoas possuem falta de interesse por comida; e um grupo de outros distúrbios alimentares específicos e outros
distúrbios alimentares não-específicos. Os transtornos de ansiedade, depressão e abuso de substâncias são comuns entre as pessoas com transtorno alimentar. Esses distúrbios não estão associados à obesidade.
A causa dos transtornos alimentares não é clara. Tanto os factores biológicos como ambientais parecem contribuir para a doença. O ideal cultural de magreza pode afetar o indivíduo por influência social e cultural acabando por atuar na etiologia desta condição médica. Os transtornos alimentares afetam cerca de 12% dos dançarinos. As vítimas de abuso sexual estão também mais predispostos a desenvolver a doença. Alguns transtornos, tais como a pica e o transtorno de ruminação ocorrem mais frequentemente em pessoas com deficiência intelectual. Um distúrbio alimentar pode ser diagnosticado apenas uma vez num determinado momento.
Existe tratamento para a maioria dos casos de transtornos alimentares, que normalmente envolve ajuda psicológica, uma dieta adequada, uma quantidade normal de exercício físico e diminuição de tentativas de livrar-se da comida. Ocasionalmente é necessária hospitalização. A medicação pode ajudar com alguns dos sintomas associados. A cada cinco anos, cerca de 70% das pessoas com anorexia e 50% das pessoas com bulimia conseguem recuperar. A recuperação do transtorno de compulsão alimentar é menos precisa, sendo estimada entre 20% a 60%. Tanto a anorexia como a bulimia aumentam o risco de morte.
No mundo desenvolvido o transtorno de compulsão alimentar afeta cerca de 1,6% das mulheres e 0,8% dos homens a cada ano. A anorexia afeta cerca de 0,4% e a bulimia afeta cerca de 1,3% das jovens mulheres a cada ano. Mais de 4% das mulheres têm anorexia, 2% têm bulimia e 2% têm transtorno de compulsão alimentar periódica, em algum momento das suas vidas. A anorexia e a bulimia são dez vezes mais propícias de surgir em mulheres do que nos homens. Normalmente começam na infância tardia ou início da idade adulta. Os índices doutros transtornos alimentares não são claros. Os índices de transtorno alimentar parecem ser inferiores nos países menos desenvolvidos.

## Classificações
Existe um número diversificado de transtornos alimentares dependendo da fonte. Os mais conhecidos são a anorexia e a bulimia, porém existem vários outros segundo as pesquisas:
- Anorexia
- Bulimia
- Hiperfagia
- Ortorexia
- Pica
- Síndrome de Prader-Willi
- Transtorno da compulsão alimentar periódica (TCAP)
- Transtorno obsessivo compulsivo por alimentos
- Transtorno de ruminação
- Vigorexia
- Transtorno alimentar não especificado.

Devido às idiossincrasias da adolescência, mostram as estatísticas que essas disfunções alimentares são mais frequentes nessa faixa etária, quase sempre associadas a algum quadro de disfunção emocional, na dinâmica da família, da escola, do trabalho e outras áreas importantes da vida social. Contudo, outras faixas etárias também mostram incidência dessa disfunção alimentar, inclusive bebês.

## Causas

Porcentagem da população obesa no mundo. Segundo o IBGE em 2009 a obesidade no Brasil é de 12% entre homens e 17% entre mulheres.[http://veja.abril.com.br/infograficos/pais-mais-gordo/

Assim como todos outros transtornos, envolve múltiplos fatores. Dentre os fatores responsáveis, destacam-se:
- Histórico de transtorno alimentar na família[10]
- Histórico de transtornos de humor na família (como depressão ou transtorno bipolar)[11]
- Famílias autoritárias (anorexia) ou negligentes (bulimia) [12]
- Contexto sociocultural caracterizado pela extrema valorização do corpo magro[13]
- Disfunções no metabolismo da serotonina e noradrenalina[14][15][16]
- Experiência sexual traumática[17][18]
- Certos traços de personalidade (Baixa autoestima, Introversão, Perfeccionismo (Anorexia), Impulsividade (Bulimia), Instabilidade afetiva, evitativo, ansioso (TCAP)...) [19]
- Fazer alguma dieta[20]

É frequente a comorbidade de transtornos alimentares (TAs) com transtornos de humor, transtornos de ansiedade e dependência química. Sendo assim esses transtornos são considerados fatores de risco para anorexia, bulimia, hiperfagia e vigorexia. Transtornos psiquiátricos de membros da família de primeiro grau (geralmente a figura materna) estão entre os principais fatores correlacionados com os TAs. Parentes de primeiro grau de pessoas com anorexia tem 11 vezes mais chance de desenvolverem esse transtorno que o normal enquanto parentes de bulímicos tem 4 vezes mais chance.
Mães com anorexia tem 75%-80% de chance de transferirem a anorexia para um ou mais filhos e mães com bulimia tem 45% a 55%. Acredita-se que existe um predomínio dos fatores ambientais sobre os genéticos nessa transferência pois existe uma correlação positiva entre a convivência com a mãe e a transmissão dos transtornos e a terapia comportamental é mais eficaz que a medicamentos nesses transtornos.
Alguns remédios podem alterar o padrão alimentar diminuindo ou eliminando a sensação de fome. Nesse caso não se trata de um transtorno psicológico e sim de um efeito colateral conhecido como anorexia medicamentosa.

## Classificações

### Anorexia

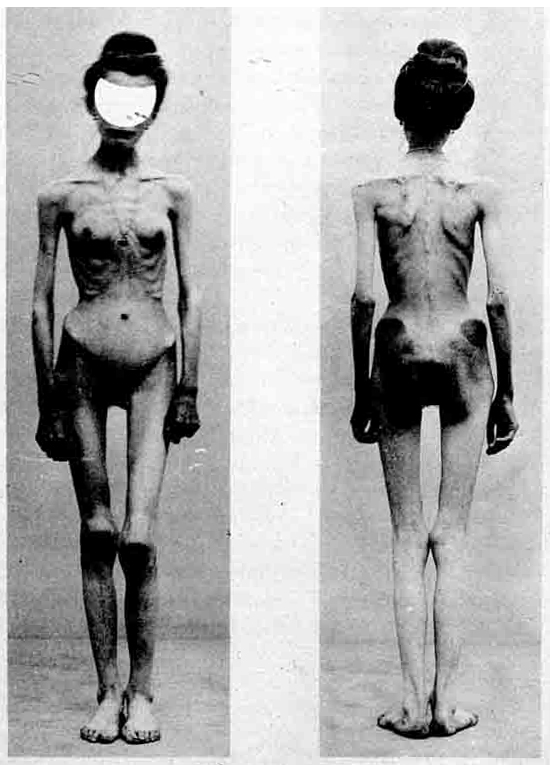
Mulher com anorexia em 1900. Nouvelle Iconographie de la Salpêtrière

Anoréxicos atingem uma grande perda de massa, de modo que o seu Índice de Massa Corporal se reduza a valores inferiores a 17,5 kg/m². A perda de peso pode ser efetivada por estrita restrição dietética, em adição a exercícios físicos excessivos; outros, em conjunção a esses métodos, também podem abusar de técnicas purgativas (provocar-se vômitos, abusar de laxantes ou diuréticos, etc.) que acreditam resultar em perda das calorias, sem necessariamente, como no caso da bulimia, ter antes havido períodos de comilança desenfreada.

### Bulimia
Por definição, bulímicos passam por episódios (pelo menos duas vezes por semana) de comilança desenfreada que resultam num consumo de calorias muito superior ao de uma pessoa normal no mesmo período. Seguidos desses episódios, são por eles empregados vários hábitos que visam compensar o ganho calórico, entre os quais os mais usados são as técnicas purgativas; em uma pequena minoria dos casos, porém, bulímicos limitam-se a se exercitar rigorosamente e/ou jejuar por longos períodos, sem provocar a purgação da comida. A bulimia se distingue do tipo purgativo da anorexia, por não haver, no caso do primeiro transtorno, o emagrecimento extremo visto no segundo.

### Ortorexia
É a obsessão por alimentos saudáveis e nutritivos excluindo uma grande quantidade de alimentos, principalmente os mais industrializados, dessa dieta. Quase sempre ocorre em países desenvolvidos.

### Pica
É o impulso de comer objetos não nutritivos nem cuja ingestão é aceita socialmente. Mais comum em crianças e mulheres grávidas. Seu nome é baseado no nome latim de um corvo famoso por comer de tudo.

### Síndrome de Prader-Willi
Afeta crianças independentemente do sexo, raça ou condição social. De natureza genética, mais frequente em quem possui baixa estatura e peso, geralmente envolve retardo mental ou transtornos de aprendizagem e desenvolvimento sexual incompleto se trata de uma necessidade involuntária de comer constantemente, o que quase resulta em outros problemas de saúde como obesidade e problemas cardíacos. Leva a morte caso não tratado. Antidepressivos ISRS tem se mostrado eficaz restringindo os danos, porém essa síndrome ainda não tem cura.

### Transtorno da compulsão alimentar periódica (TCAP)
Conhecido em inglês por binge eating disorder, é uma classificação relativamente recente para a compulsão por comer, característica da bulimia que não envolve o uso de métodos extremos de perda de peso como vômito, anfetaminas e laxantes. 30% dos obesos possuem esse transtorno e sua prevalência na população gira em torno de 2%.

### Transtorno obsessivo compulsivo (TOC) por alimentos
Semelhante aos outros transtornos obsessivos compulsivos, envolve pensamentos incontroláveis, repetitivos e persistentes, que só são aliviados enquanto o indivíduo se alimenta. Enquanto não se alimentar seguindo suas crenças o indivíduo sofre de uma ansiedade crescente e pensamentos constantes até ceder e é imediatamente reforçado\reforço positivamente (com o prazer de comer) e negativamente (com o alívio da ansiedade) enquanto estiver comendo. Mesmo que esteja ciente de que seus pensamentos são prejudiciais a si mesmo, irrealísticos e inapropriados o indivíduo não consegue controlá-los. Ao contrário dos outros transtornos alimentares os antidepressivos são bastante eficazes no tratamento do TOC.

### Transtorno de ruminação
Mais frequente em crianças pequenas é caracterizado pela regurgitação ou remastigação repetida que não podem ser explicados por nenhuma condição médica. Podem resultar em desnutrição, perda de peso, alterações do equilíbrio hidroeletrolítico, desidratação e até morte.

### Vigorexia
É a obsessão por um corpo musculoso e atraente, quase sempre em homens. Envolve um treinamento muscular obsessivo e alimentação voltada para a manutenção desse corpo com uso frequente de anabolizantes. É classificada junto com os transtornos alimentares por envolver um disformismo corporal reforçado pelo culto a imagem, o desenvolvimento de uma alimentação restritos e hábitos patológicos com causas, consequências e tratamento semelhantes ao da anorexia e bulimia.

### Outros transtornos alimentares não especificados
Cerca de um terço dos diagnósticos feitos usando o DSM IV são classificados como não especificados por não possuírem um ou mais critérios essenciais para a classificação em outro transtorno. Por volta da metade desses transtornos parciais se tornam transtornos completos caso não sejam tratados adequadamente preventivamente.

## Diagnóstico
Existem alguns testes psicológicos desenvolvidos especialmente para o diagnóstico de transtornos alimentares gerais como o Teste de Atitudes Alimentares (EAT 26) ou específicos como o Escala de Compulsão Alimentar Periódica (ECAP) O diagnóstico geralmente é feito seguindo os critérios do CID-10 ou do DSM IV tanto por médicos, psicólogos ou nutricionistas.
O teste de atitudes alimentares (EAT-26) foi desenvolvido por Garner e Garfinkel, originalmente usado apenas para anorexia mas revisado para identificar outros transtornos alimentares, usa 14 critérios e é voltado especialmente para identificar riscos de saúde. Já está adaptado ao português e é aprovado pela APA.
No caso específico da anorexia nervosa os critérios basicamente envolvem:
- Comportamentos visando a perda de peso e sua manutenção abaixo do normal;
- Medo mórbido de engordar;
- Distúrbio de imagem corporal; e
- Distúrbio endócrino (ex: amenorreia).

Enquanto os da bulimia nervosa se caracterizam por:
- Impulso irresistível de comer excessivamente;
- Evitação do ganho de peso pela indução de vômitos e/ou abuso de purgativos; e
- Medo mórbido de engordar.

Para o diagnóstico específico da bulimia existe o Bulimic Investigatory Test Edinburgh (BITE) e para o diagnóstico de distorção corporal existe o Body Image Test (BIT).
Já os critérios diagnósticos dos outros transtornos ainda são controversos e estão sendo discutidos. Critérios importantes como a quantidade de episódios de compulsão alimentar necessários para caracterizar um TCAP ainda não estão definidos, mas estão em torno de duas vezes por semana.

### Sintomas e outros Sinais de Alerta
- Emagrecimentos
- Cuidado excessivos com a alimentação
- Desculpas para não comer sozinha
- Isolamento, alterações de humor e  agressividade
- Excesso de exercício físico
- Vômitos e uso de laxantes
- Atitude demasiado crítica quanto à sua imagem
- Perda de apetite

## Tratamentos
O tratamento mais eficaz deve ser multidisciplinar, com acompanhamento médico, nutricional e psicológico, para que se possa alcançar um peso mais saudável, diminuir a influência dos fatores psicológicos mantenedores desse comportamento, medicar com psicotrópicos como antidepressivos e topiramato, acompanhar a evolução dos sintomas e prevenir ou conter as possíveis patologias associadas. Em casos graves, quando o peso corporal está a mais de 25% abaixo do mínimo ideal (por exemplo abaixo de 45kg quando o ideal é 60 kg), pode ser necessária hospitalização. Em caso de obesidade mórbida pode ser feita uma cirurgia bariátrica.
As psicoterapias mais recomendadas são a Terapia analítico-comportamental e Terapia cognitivo-comportamental (39% de desaparecimento de sintomas a curto prazo). Os remédios psiquiátricos por outro lado tem tido eficácia significantemente menor (20% de desaparecimento de sintomas), tornando os psicotrópicos coadjuvantes dos tratamentos psicológico e nutricional mais voltados para tratar as comorbidades (como depressão e ansiedade) do que o transtorno alimentar em si. Os antidepressivos tem efeito melhor que o placebo apenas em 60% dos casos, podem ter como efeitos colaterais causar perda ou ganho de peso e tem 35% de abandono. Todos tratamentos juntos levam ao desaparecimento de sintomas em 49% dos casos.

## Transtorno Alimentar e Exercício Físico
Quando falamos de transtornos alimentares e exercícios físico não podemos deixar de pensar que os transtornos alimentares afetam principalmente adultas jovens, sendo a Anorexia e a Bulimia Nervosa as duas formas principais. Já o exercício físico, Estudos mostram que a prática de exercício físico está relacionada com a prevenção de doenças crônicas e manutenção da saúde, porém se tornou uma das estratégias utilizadas para perda de peso por muitos praticantes de atividade que as vezes também são acometidos por transtornos alimentares, fazendo assim uma quantidade de exercício excessiva, muitas das vezes essa condição esta relaciona a forma como a pessoa percebe seu próprio corpo ou sobre de alguma distorção da imagem corporal. A mídia e o ambiente fitness, ao valorizar ideais de beleza inatingíveis e vender produtos e procedimentos milagrosos para atingir estes padrões, influenciam no surgimento e desenvolvimento destes tipos de transtornos em grande parte dos praticantes de atividade física. Os padrões de beleza impostos pela mídia e o medo de engordar faz com que cada vez mais pessoas busquem controlar o peso, através de dietas milagrosas e altamente restritivas, exercícios físicos exagerados, drogas anorexígenas, laxantes e diuréticos, na busca excessiva pelo corpo desejado.
Estudos mostram que os TAs também podem ser encontrados em atletas de alto nível; ginastas, jóqueis e corredores olímpicos colocam-se ao lado de bailarinas profissionais entre as populações de maior prevalência. Segundo recomendações, a prática regular de atividade física contribui para uma vida saudável. Autores citam que indivíduos saudáveis, sem contraindicações medicas, devem praticar exercícios de intensidade moderada a vigorosa; de 20 a 30 minutos por dia, entre 3 a 7 dias na semana.
Tanto o excesso de atividade quanto os TAs influenciam diretamente na performance pois muitas das vezes por causa dos TAs ocorre uma menor ingestão de nutrientes em alguns casos e essa falta de nutrientes reflete diretamente nas reservas de carboidratos, proteínas, aminoácidos, glicogênio, minerais que por sua vez entram na composição muscular nas funções celulares. Quando existe brusca redução de peso e/ou massa muscular, geralmente ocorre: redução da força muscular, declínio no tempo de desempenho, redução do volume plasmático e sanguíneo e na eficiência cardíaca, enfraquecimento do processo termorregulador, depleção dos estoques de glicogênio, aumento da perda total de eletrólitos, Aumento de doenças e lesões, Reduções na capacidade de treinamento, recuperação e adaptação.
A prática de exercícios físicos pode proporcionar benefícios fisiológicos, psicológicos e sociais, dentre outros, como a prevenção de doenças cardiovasculares, osteoporose e obesidade. Com isso, autores afirmam que devemos considerar que exercícios de forma compulsiva deve ser analisado de forma qualitativo, e não apenas em quantidade.